# Henrik Insenstierna
Henrik Insenstierna, tidigare Insen, född i Stockholm, död 6 december 1701, var en svensk kommissarie.

## Biografi
Henrik Insenstierna föddes i Stockholm. Han var son till handlaren Henrik Insen och Catharina Rossio i Stockholm. Insenstierna blev 30 januari 1685 borgare och handelsman i Stockholm. Han förpaktade de livländska skattemedlen enligt kontrakt med kammarkollegium 2 maj 1692. Insenstierna blev 17 december 1698 kommissarie i kammarkollegium och adlades 7 mars 1699 till Insenstierna. Han arrenderade Vattholma bruk under sina sista levandsår av Niel Bielkes änka Eva Horn. Insenstierna avled 1701.

### Familj
Insenstierna gifte sig första gången 3 augusti 1684 med Eva Leijel (1668–1689), dotter han brukspatronen Henrik Leijel och Judita Rokes. De fick tillsammans barnen kaptenen Henrk Insenstierna vid Sachsiska infanteriregementet, Judita Insenstierna (1687–1714) som var gift med översten Henrik Danckwardt och Catharina Insenstierna (1689–1762) som var gift med kammarrådet Albin Grundelstierna och landshövdingen Lars Benzelstierna.
Insenstierna gifte sig andra gången omkring 1690 med Eva Hök (1670–1742), dotter till brukspatronen Anders Larsson Hök och Anna Mackeij. De fick tillsammans barnen kammarherren Anders Insenstierna (född 1736), Anna Christina Insenstierna (död 1694), Eva Insenstierna (1696–1767) som var gift med handelsmannen Jakob Donatsson Feif och landshövdingen Johan Cederbielke, Erik Insenstierna (1697–1714), Brita Charlotta Insenstierna (1699–1742) som var gift med majoren Claës Anckarström och Carl Insenstierna.